# TNFAIP6
TNFAIP6 (англ. TNF alpha induced protein 6) – білок, який кодується однойменним геном, розташованим у людей на короткому плечі 2-ї хромосоми.  Довжина поліпептидного ланцюга білка становить 277 амінокислот, а молекулярна маса — 31 203.
| 10         |  | 20         |  | 30         |  | 40         |  | 50         |
| ---------- |  | ---------- |  | ---------- |  | ---------- |  | ---------- |
| MIILIYLFLL |  | LWEDTQGWGF |  | KDGIFHNSIW |  | LERAAGVYHR |  | EARSGKYKLT |
| YAEAKAVCEF |  | EGGHLATYKQ |  | LEAARKIGFH |  | VCAAGWMAKG |  | RVGYPIVKPG |
| PNCGFGKTGI |  | IDYGIRLNRS |  | ERWDAYCYNP |  | HAKECGGVFT |  | DPKQIFKSPG |
| FPNEYEDNQI |  | CYWHIRLKYG |  | QRIHLSFLDF |  | DLEDDPGCLA |  | DYVEIYDSYD |
| DVHGFVGRYC |  | GDELPDDIIS |  | TGNVMTLKFL |  | SDASVTAGGF |  | QIKYVAMDPV |
| SKSSQGKNTS |  | TTSTGNKNFL |  | AGRFSHL    |  |            |  |            |

A: Аланін

C: Цистеїн

D: Аспарагінова кислота

E: Глутамінова кислота

F: Фенілаланін

G: Гліцин

H: Гістидин

I: Ізолейцин

K: Лізин

L: Лейцин

M: Метіонін

N: Аспарагін

P: Пролін

Q: Глутамін

R: Аргінін

S: Серин

T: Треонін

V: Валін

W: Триптофан

Задіяний у таких біологічних процесах як клітинна адгезія, поліморфізм. 